# غيتاه (إسرائيل)
غيتاه (بالعبرية: גִּתָּה‏) هي مستوطنة مجتمعية في شمال إسرائيل. تقع في بالقرب من معالوت ترشيحا، يانوح-جت ويركا، وتقع ضِمن نطاق مجلس معليه يوسف الإقليمي. في 2019، بلغ عدد سكانها 300.

## التاريخ
تأسست القرية عام 1980 كجزء من خطة «نقاط المراقبة في الجليل» لإقامة مستوطنات يهودية في المنطقة، لكنها هُجِرت فيما بعد. أُعِيد تأسيسها في عام 1993 من قِبل مهاجرين من الاتحاد السوفيتي السابق. سُميت على اسم مجرى مائي قريب.